# Casinaria simillima
Casinaria simillima är en stekelart som beskrevs av Maheshwary och Gupta 1977. Casinaria simillima ingår i släktet Casinaria och familjen brokparasitsteklar. Inga underarter finns listade.